# Alatjir (rijeka)
Alatjir (rus. Алатырь) je rijeka u Rusiji, u Mordoviji. Lijevi je pritok Sure. 
Dužina rijeke je 296 km. Područje njezinog porječja ima 11,200 km². Alatjir se zaledi u studenom i ostaje zamrznut do travnja. Gradovi Ardatov i Alatjir, nalaze se na ovoj rijeci.
Izvor je oko 10 kilometara zapadno od grada Pervomajska. Opći smjer toka rijeke je istok. Ulijeva se u rijeku Suru na sjevernoj periferiji grada Alatjir. Rijeka teče kroz sjeverni dio Privolške visoravni, u šumovitom području. Najveći šumski predjeli nalaze se na lijevoj obali. Desna obala niže sela Madajeva gotovo je bez drveća.

## Vanjske poveznice
|  | Zajednički poslužitelj ima još gradiva o temi Alatjir (rijeka) |